# Carl Anton Frantz Joseph Henschel
Carl Anton Frantz Joseph Henschel (23. august 1825 i Breslau, Schlesien – 8. juli 1883 på Oringe Sindssygehospital) var en tyskfødt dansk fotograf.
Henschel var født i Schlesien, men rejste til Göteborg, hvor han i maj 1855 etablerede sig med et fotografisk atelier sammen med en svensk fotograf, P.M. Lindsted. Allerede året efter flyttede Henschel til Helsingør og arbejdede som portrætfotograf.
Fem år senere åbnede han eget atelier i Slagelse, hvor han forblev, indtil han ophørte med at fotografere i 1878. Hans virke omfatter dog også lokaliteter andre steder, bl.a. i hovedstaden.
Det ældste billede, der er taget af det nu nedlagte psykiatriske hospital Oringe ved Vordingborg, er en stereoskopisk optagelse taget af Henschel i 1860. Senere blev Henschel selv indlagt på hospitalet, hvor han døde i 1883, 57 år gammel.
At være fotograf i mediets barndom var et farligt arbejde, og forklaringen på hans indlæggelse skal måske søges i det faktum, at Henschel havde arbejdet med daguerreotypier, der fremkaldes med giftige kviksølvdampe. Symptomerne på en kviksølvforgiftning kan minde om symptomerne ved en række psykosomatiske lidelser.